# Illa d'Aix

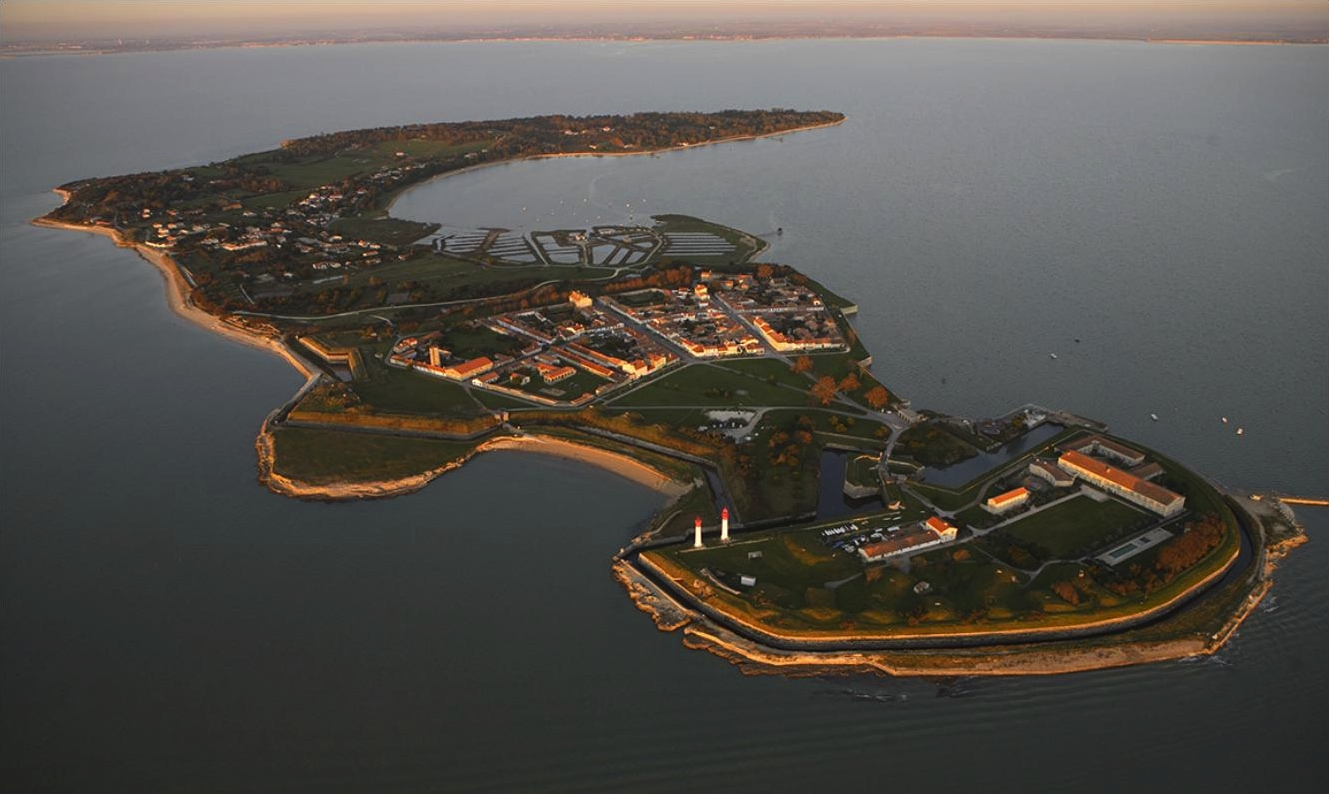
Île d'Aix

L'illa d'Aix o l'illa d'Ais és una illa de França a l'oceà Atlàntic, localitzada a la comuna d'Île-d'Aix, a la Charanta Marítima. Està al cor del pertuis d'Antioche, entre l'illa d'Oleró i Fouras, a l'extrem nord de la dessembocadura del riu Charente.
Fa només 129 hectàrees i té forma de croissant amb 600 m d'amplada i 3 km de llarg.
L'accés a l'illa d'Aix es fa exclusivament per via marítima i està separada del continent per un estret de 6 km. Els enllaços marítims durant l'estiu es fan des de La Rochelle o les illes veïnes de Ré i d'Oléron. Hi va tenir lloc la batalla de l'illa d'Aix en 1809 i l'any 1815 l'embarcament de Napoleó cap a Santa Helena.
Antigament s'escrivia Aia, i potser Aix té l'origen en un nom saxó : Eia- Insula.